# Anaktórion
Anaktórion (grec ancien : Ἀνακτόριον, latin : Anactorium) est une cité antique, ainsi qu'une polis en Acarnanie, en Grèce,. Elle est située dans le territoire de l'actuelle municipalité d'Áktio-Vónitsa, près du village actuel de Néa Kamarína (el). 

## Emplacement

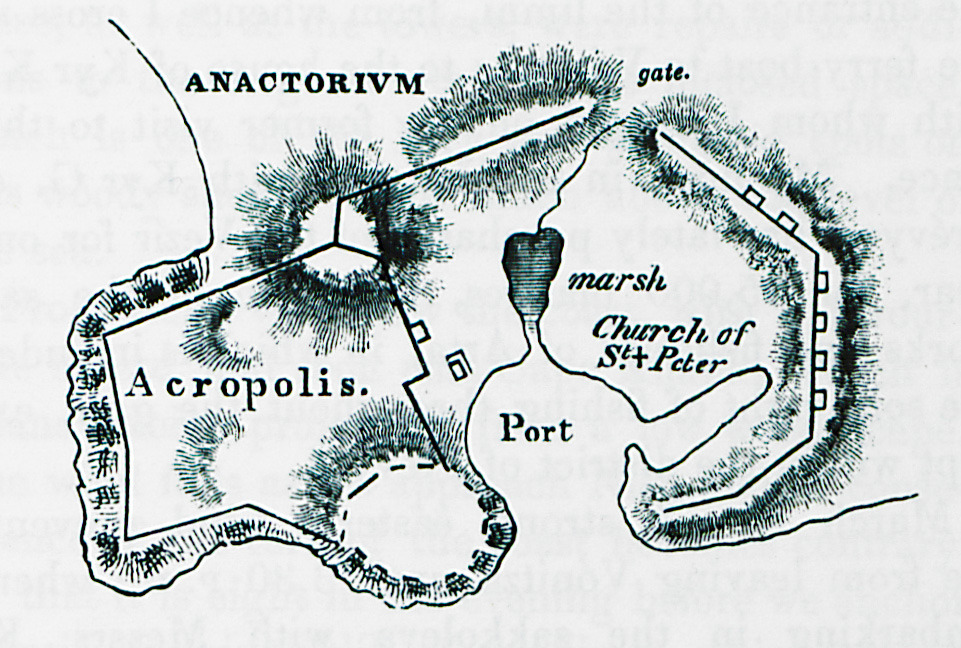
Ancienne carte des ruines d'Anaktórion. William Martin Leake, 1824.

La ville d'Anaktórion est située sur une péninsule sur la rive sud du golfe Ambracique,. Son site archéologique est situé au sud-ouest de l'actuel village de Néa Kamarína, à environ quatre kilomètres à l'ouest de la ville de Vónitsa.
Anaktórion est la première ville d'Acarnanie après le promontoire d'Áktion (Actium) lorsque l'on navigue de la mer Ionienne au golfe Ambracique. La distance entre la ville et la péninsule est d'environ 40 mètres de stade, soit un peu moins de huit kilomètres. La région occupée par la cité-état d'Anaktórion est connue sous le nom d'Anaktoría (grec ancien : Ἀνακτορία). Sa superficie est estimée entre 25 et 100 kilomètres carrés. Elle comprend, entre autres, la zone du promontoire d'Áktion,.

## Histoire
Anaktórion est une colonie de Corinthe, selon les sources anciennes, tout comme Corcyre. Elle est fondée sous le règne du tyran Cypsélos de Corinthe, vers 657-626 av. J.-C., tandis que son fondateur est mentionné sous le nom d'Ekhiadès. La ville est pendant un certain temps l'une des plus importantes villes grecques de la région. Les citoyens de la ville sont connus sous l'ethnonyme d'Anaktórios (grec ancien : Ἀνακτόριος),,.

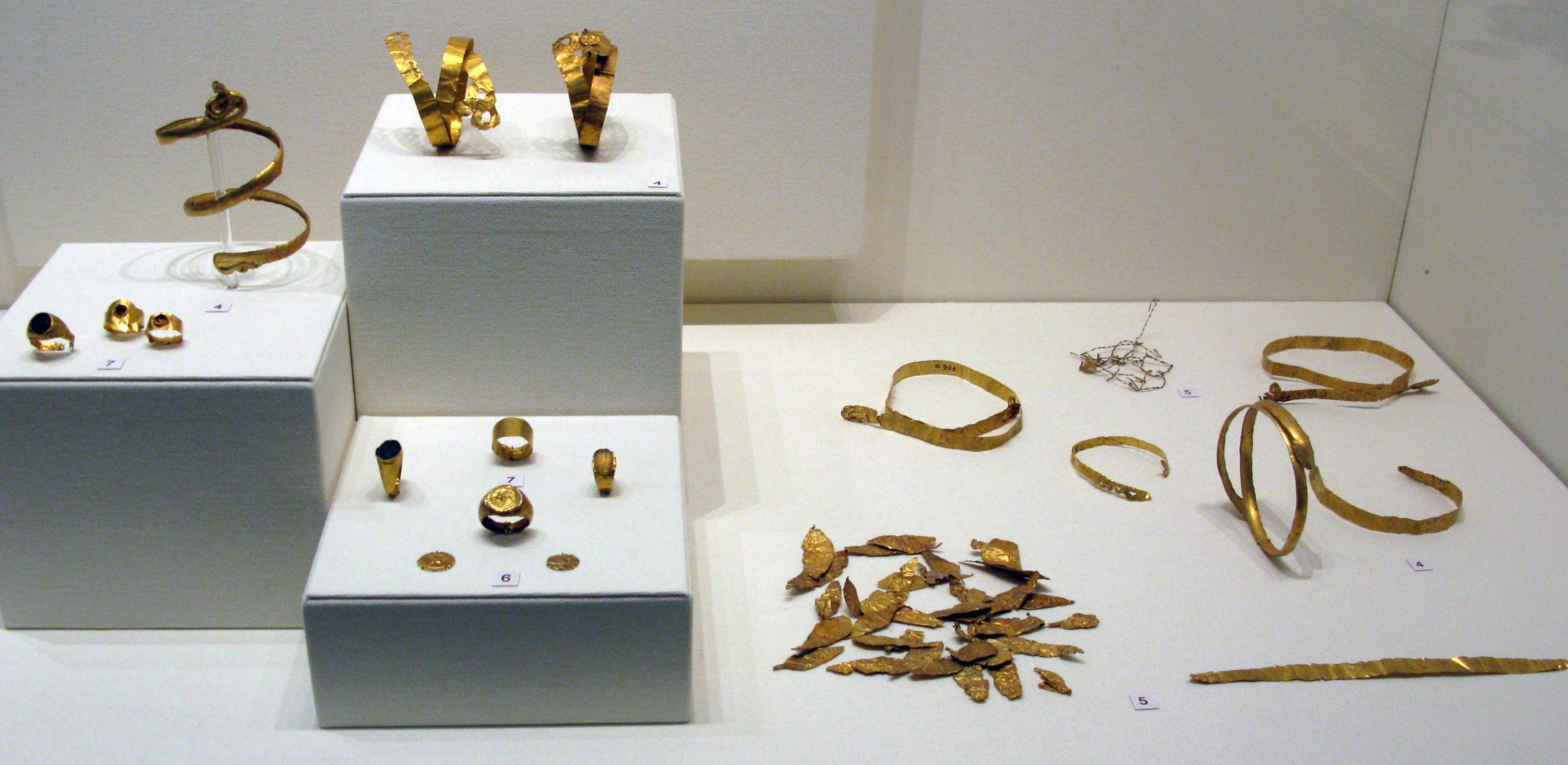
Objets en or provenant de tombes trouvées dans la région d'Anaktórion. Musée archéologique national, Athènes.

Pendant les guerres médiques, Anaktórion est du côté grec. Elle prend part à la bataille de Platées en 479 avant J.-C. avec 800 hoplites, aux côtés de Leucade. Après le début de la guerre entre Corinthe et Corcyre, les Corinthiens profitent de troubles à l'ordre public en s'emparant pleinement de la ville pendant la guerre du Péloponnèse en 432 av. J.-C. Lors de la guerre du Péloponnèse, la ville, tout comme Corinthe, se range du côté de Sparte. La ville demeure sous le contrôle des Corinthiens jusqu'en 425 avant J.-C., date à laquelle les Acarnaniens prennent le contrôle de la ville avec l'aide d'Athènes. Après cela, les colons corinthiens sont expulsés et les Acarnaniens repeuplent la ville avec leur propre peuple. À la suite de ces événements, la ville devient probablement membre de la Ligue d'Acarnanie,.

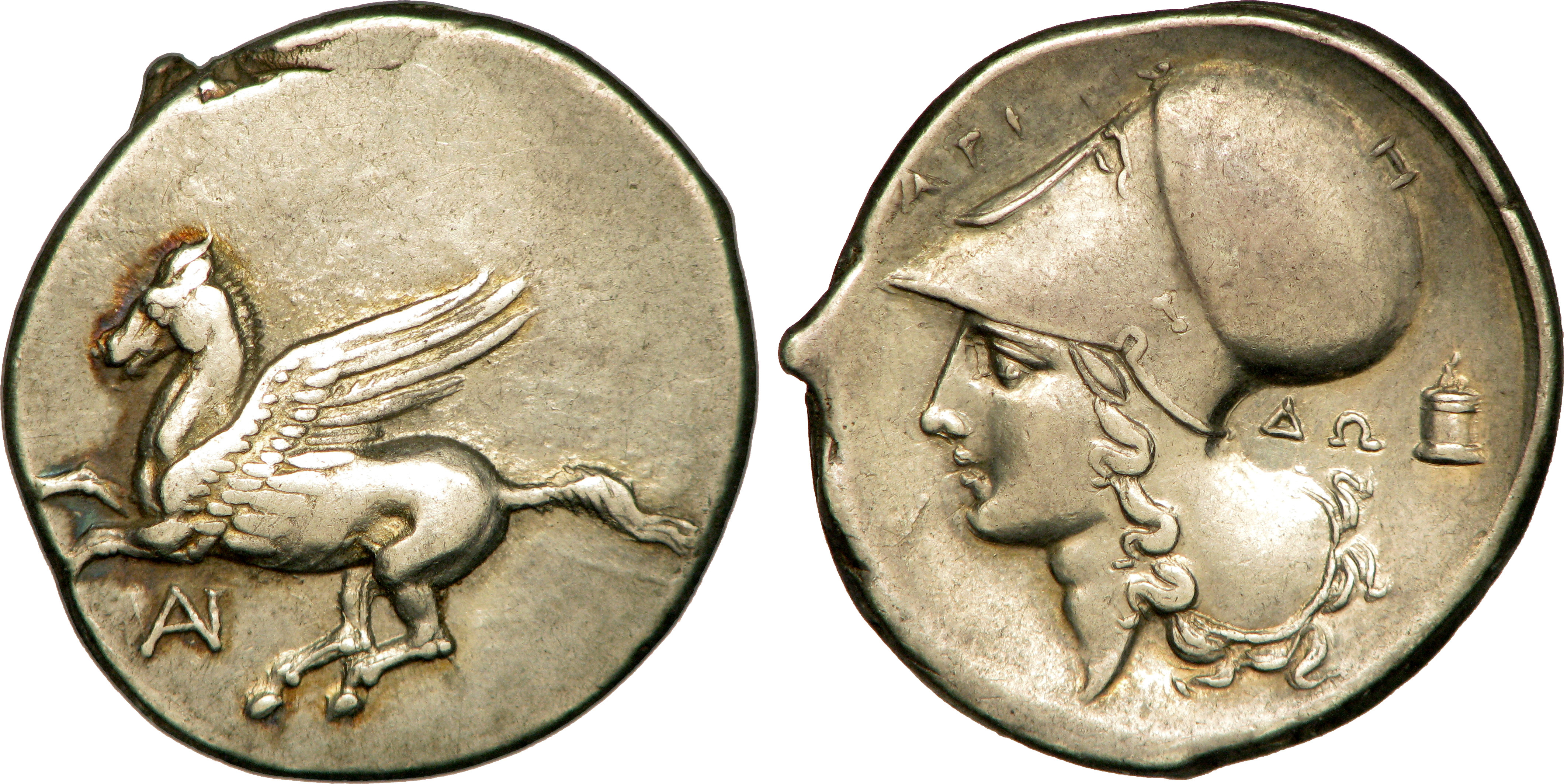
Statère frappé d'Anaktórion, vers 320-300 avant J.-C., représentant Pégase et la tête d'Athéna, symboles typiques des villes corinthiennes.

Anaktórion commence à frapper sa propre monnaie d'argent à partir du Ve siècle av. J.-C. Lors de la troisième guerre sacrée de 356-346 avant J.-C., la ville se range du côté de Thèbes. Par la suite, la ville maintient son importance jusqu'à la période hellénistique et le début de la période romaine. Octave déplace la population vers la ville de Nicopolis, qu'il fonde en 31 avant J.-C., après quoi Anaktórion sert de port à Nicopolis,.
Le site de la ville est exploré pour la première fois par William Martin Leake au début du XIXe siècle. L'unité municipale d'Anaktório, ancienne municipalité indépendante, fait, désormais, partie de l'actuelle municipalité d'Áktio-Vónitsa et tient son nom de la ville.

## Bâtiments et découvertes
Les ruines d'une ville, entourée de murs, ont été découvertes sur le site d'Anaktórion. Son sanctuaire le plus connu est le temple d'Apollon Áktios, situé sur la péninsule d'Áktion.
La ville possède deux ports, l'un à l'intérieur de l'enceinte fortifiée et l'autre sur la péninsule d'Áktion, sur la mer Ionienne.